# Catena Mendeleev
La Catena Mendeleev è una struttura geologica della superficie della Luna.